# Bouriège
Bouriège ist eine französische Gemeinde mit 151 Einwohnern (Stand 1. Januar 2022) im Département Aude in der Region Okzitanien (vor 2016 Languedoc-Roussillon). Sie gehört zum Kanton La Région Limouxine im Arrondissement Limoux.

## Lage
Bouriège liegt am Flüsschen Corneilla. Nachbargemeinden sind Castelreng im Norden, Tourreilles im Nordosten, Roquetaillade-et-Conilhac im Osten und Südosten, La Serpent im Süden, Festes-et-Saint-André im Südwesten, Bourigeole im Westen sowie Saint-Couat-du-Razès im Nordwesten.

## Sehenswürdigkeiten
- romanische Kirche St-Saturnin
- romanische Kirchenruine St-Pierre-le-Clair in der gleichnamigen Wüstung
- romanische Kirche St-Sernin im gleichnamigen Ortsteil

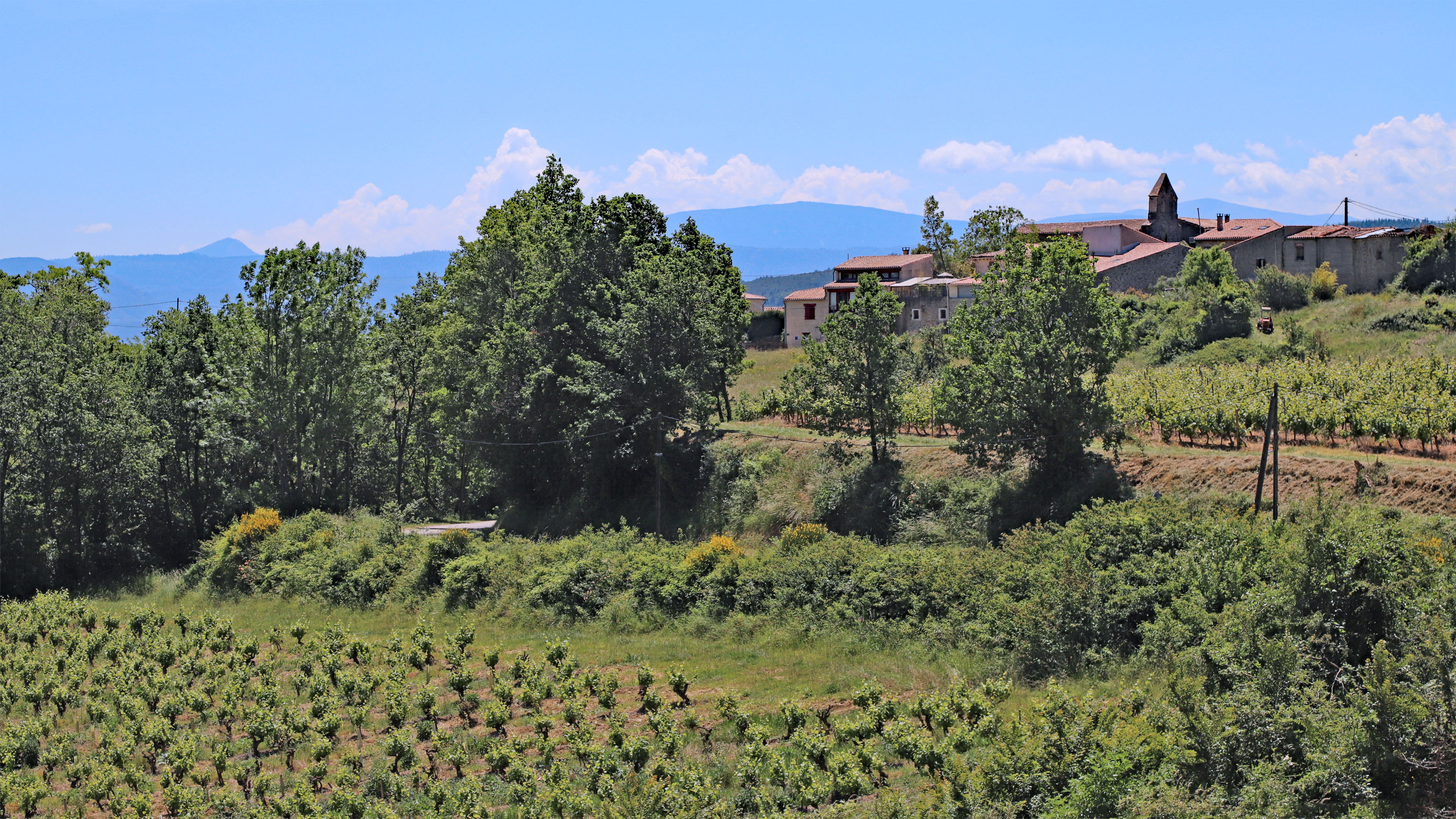
Blick auf den Ortsteil Saint-Sernin

## Bevölkerungsentwicklung
| Jahr      | 1962 | 1968 | 1975 | 1982 | 1990 | 1999 | 2009 | 2019 |
| --------- | ---- | ---- | ---- | ---- | ---- | ---- | ---- | ---- |
| Einwohner | 194  | 160  | 148  | 152  | 136  | 140  | 134  | 141  |